# Per Elof Arrhenius

1900.32.0145. Bemålad skulptur av lera, ur Etnografiska museets samlingar.

Per Elof Arrhenius, född 10 oktober 1830 i Jakobs församling, Stockholm, död 17 februari 1898 i Skeppsholms församling, Stockholm, var en svensk kommendörkapten.

## Biografi
Per Elof Arrhenius genomgick Krigsakademien och utnämndes 1853 till sekundlöjtnant vid flottan, där han befordrades till premierlöjtnant 1862. 1866 blev han kapten vid Skärgårdsartilleriet, 1873 kapten vid flottan och överflyttades 1883 till flottans permanenta reservstat. 1875-1878 var han chef för Södermanlands 1:a Båtsmanskompani och 1869-1878 chef på åtskilliga kanonbåtar under expeditioner i Stockholms skärgård och Östersjön. Sedan 1878 var han riddare av Svärdsorden. 1878-1881 var han befälhavare för uppfordrade Båtsmanskompaniet i Stockholm och 1881-1886 chef för 5:e och 6:e Matros- samt 2:a Eldare- och Hantverkskompanierna.
1856-1857 deltog han i en sjöexpedition med korvetten Lagerbjelke till Sydamerika och Västindien. 1862-1863 var han med på korvetten Najadens långresa till Medelhavet.
1859-1861 var han i engelsk örlogstjänst. Han deltog i Andra opiumkriget mot Kina och var 1860 med vid intagandet av Taku fästningar. För deltagande i detta krig erhöll han 1863 en engelsk örlogsmedalj. Han deltog även i en brittisk straffexpedition 1859-1860. I en dagbok, utgiven av Hans Byström (Destination China), berättar Arrhenius om sin resa till Peking som gick via Kap Verde, Brasilien (Rio de Janeiro) och Singapore. Britterna belägrade jämte franska och ryska trupper Peking, plundrade och brände ned kejsarens sommarpalats. På hemvägen besöktes bl.a. fängelseön Sankta Helena.
Han var ledamot i SSAG (Svenska Sällskapet för Antropologi och Geografi). Han bidrog till den Allmänna etnografiska utställningen i Stockholm 1878-1879 (nummer 87 i utställningens specialförteckning) med 37 objekt han samlat in från Kina och Japan, bl.a. fotografier, skor, bemålade skulpturer av lera och målningar på rispapper. Några av dem finns idag bland samlingarna på Etnografiska museet i Stockholm.
Arrhenius avled i Stockholm den 17 februari 1898 och jordfästes den 21 februari på Nya kyrkogården (nuvarande Norra begravningsplatsen) i Solna. En ceremoni hölls i Stora gravkoret och förutom närmast anhöriga närvarade ett 50-tal personer, bland dem flera höga sjöofficerare.

## Familj
Per Elof Arrhenius var son till Carl Magnus Arrhenius (1790-1850) och Beata Fredrica Lovisa Ulrica Reuter (1804-). Hans far var förste expeditionssekreterare och redaktör av Svensk författningssamling. Han gifte sig i Kristinehamn den 29 september 1864 med Edla Magdalena Söderberg (1841-1867). De fick inga barn.

## Utmärkelser
- Engelsk örlogsmedalj (1863)
- RSO - Riddare av Svärdsorden (1878)